# Chlor
Chlor [kloːɐ̯] ist ein chemisches Element mit dem Symbol Cl und der Ordnungszahl 17. Im Periodensystem der Elemente steht es in der 7. Hauptgruppe und gehört damit zusammen mit Fluor, Brom, Iod, Astat und Tenness zur 17. IUPAC-Gruppe, den Halogenen. Elementares Chlor liegt unter Normalbedingungen in Form des zweiatomigen Moleküls Cl2 gasförmig vor. Es ist eines der reaktivsten Elemente und reagiert mit fast allen anderen Elementen und vielen Verbindungen. Die hohe Reaktivität bedingt auch die Giftigkeit des elementaren Chlors. Der Name des Elementes leitet sich vom altgriechischen χλωρός chlōrós („hellgrün“) ab. Dieser Name wurde nach der typischen gelbgrünen Farbe des Chlorgases gewählt.
In der Natur kommt Chlor nicht elementar, sondern nur gebunden in verschiedenen Verbindungen vor. Die wichtigsten Verbindungen sind die Chloride, in denen Chlor in Form des Anions Cl− auftritt. Das bekannteste Chlorid ist Natriumchlorid, häufig auch als Kochsalz oder kurz Salz bezeichnet. Chlorid ist ein häufiger Bestandteil des Meerwassers und besitzt wichtige biologische Funktionen, vor allem bei der Steuerung des Wasserhaushaltes im Körper.
Das fast ausschließlich durch Elektrolyse gewonnene Chlor wird großteils für die Synthese chlorhaltiger Verbindungen wie des Vinylchlorids, eines Ausgangsprodukts für die Produktion des Kunststoffes PVC, eingesetzt.

## Geschichte

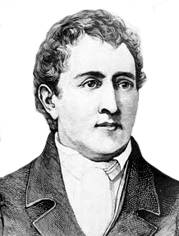
Carl Wilhelm Scheele

Elementares Chlor wurde erstmals 1774 von Carl Wilhelm Scheele dargestellt. Er ließ dabei Salzsäure mit Braunstein reagieren. Dabei erkannte er nicht, dass es sich bei dem dabei entstehenden Produkt um ein bisher unentdecktes Element handelt. Stattdessen wurde von den meisten Chemikern wie Antoine Laurent de Lavoisier angenommen, dass der Stoff „mit Sauerstoff angereicherte Muriumsäure“ sei. Der Grund für diese Annahme lag darin, dass die Salzsäure für eine sauerstoffhaltige Säure eines hypothetischen Elementes, des Muriums, gehalten wurde. Durch den Kontakt mit dem Mangandioxid sollte diese dann weiteren Sauerstoff aufnehmen. Dies wurde scheinbar von Claude-Louis Berthollet bestätigt, der beobachtete, dass Chlorwasser bei Belichtung Sauerstoff abgibt, und es daher als „oxidierte Salzsäure“ bezeichnete.
Nachdem Versuche gescheitert waren, Sauerstoff, etwa durch Erhitzen mit Kohlenstoff, aus der Verbindung abzuspalten, erkannte Humphry Davy 1808, dass es sich bei der Substanz um ein neues Element und nicht um eine sauerstoffhaltige Verbindung handelte. Aufgrund seiner charakteristischen hellgrünen Farbe nannte er das neue Element „Chlor“, nach dem griechischen χλωρός chlōrós, deutsch ‚hellgrün‘, ‚frisch‘. Unter dem Datum vom 21. Februar 1811 dokumentieren die Philosophical transactions of the Royal Society of London seine Erkenntnisse.
Zunächst wurde Chlor überwiegend nach einem von Walter Weldon entwickelten Verfahren aus Salzsäure und Mangandioxid gewonnen. Da dies nicht sehr effektiv war, wurde es 1866 durch das von Henry Deacon entwickelte Deacon-Verfahren ersetzt. Dabei diente billiger Luftsauerstoff als Oxidationsmittel und Kupfer(II)-chlorid als Katalysator. Chlor wurde zwar schon 1800 erstmals elektrolytisch hergestellt, jedoch spielte dies bis zur Entwicklung der nötigen Generatoren durch Werner von Siemens Ende des 19. Jahrhunderts keine große Rolle. Seitdem sind elektrochemische Herstellungsverfahren die weitaus wichtigsten Produktionsverfahren von Chlor.

### Bleichmittel
Die historisch wichtigste Verwendung von Chlor liegt in der Anwendung als Bleichmittel. Dazu konnte es entweder elementar eingesetzt werden oder durch Reaktion mit Calciumhydroxid zu Chlorkalk weiterverarbeitet werden.

### Chlor als Desinfektionsmittel (Cholera)
Im 19. Jahrhundert wurden Chlorverbindungen und Chlorgas zur Bekämpfung von Cholera-Ausbrüchen eingesetzt. Als die erste Cholera-Pandemie 1831 Deutschland erreichte, berichtete Friedlieb Ferdinand Runge in der November-Ausgabe der Berliner Cholera-Zeitung vom erfolgreichen Einsatz („von ungemeiner Wirksamkeit auf fast alle Körper“, insbesondere: „Das Chlor zerstört auch ansteckende Stoffe.“) von „Chlorsoda“ (Natriumchloracetat), Chlorkalk, und von fünftägigen Chlorgasräucherungen von Zimmern. Auch später wurde Epidemien mit Chlorgas begegnet. So berichtet der preußische Sanitätsoffizier Gustav Mehlhausen, dass nicht nur Reisegepäck Chlorgas ausgesetzt werden müsse: „Als im Jahre 1867 die Cholera in Oberitalien heftig grassierte, wurden die Reisenden daselbst in sehr unangenehmer Weise dadurch behelligt(…), dass sie vor dem Betreten einer jeden Ortschaft eine langgestreckte, kegelbahnartige Bretterbude passiren (sic!) mussten, in der Chlorgas entwickelt wurde. In einzelnen Buden roch es eben nur nach Chlor, in anderen wurde die Respiration durch das Gas erheblich erschwert“.

### Chlor als Giftgas (Waffe)
Im Ersten Weltkrieg wurde Chlorgas erstmals als chemische Waffe verwendet. Der erste größere Einsatz erfolgte am 22. April 1915 in der Nähe der Stadt Ypern in Flandern durch eine deutsche Spezialeinheit unter Beratung des späteren Nobelpreisträgers Fritz Haber. Da es eine höhere Dichte als Luft aufweist, sammelte sich das Gas vor allem in den Schützengräben an, wo sich die gegnerischen Soldaten aufhielten. Die Folge waren viele Tote und zahlreiche teilweise lebenslang Geschädigte. Während die deutsche Methode, das Chlorgas aus Stahlflaschen auszublasen, nur dann anzuwenden war, wenn der Wind in die richtige Richtung wehte, wurden von der französischen Seite etwa zeitgleich (z. B. am 25. April 1915 im Raum Mametz-Montauban) Granaten verwendet, die zielgenau in die gegnerischen Stellungen geschossen werden konnten. Diese Granaten bestanden aus zwei Schichten, einer gelben (Pikrinsäure) und einer weißen, ein Gemisch von Kaliumchlorat und einer wachsartigen organischen Substanz. Bei der Verbrennung entwickelte sich Chlorgas – genauer Chlorpikrin – das nach dem Einatmen zu Husten, Schnupfen und Magenschmerzen führte.
Unter militärischen Gesichtspunkten war das nicht besonders effizient. So kamen zum Beispiel bei dem Angriff vom 22. April 1915 trotz des Einsatzes von 150 Tonnen Chlorgas nach neueren Forschungen nur 1200 Franzosen ums Leben. Das heißt, unter optimalen Bedingungen, wenn der Gegner dicht gedrängt in tiefer gelegenen Schützengräben kauert, waren 125 Kilogramm Chlorgas nötig, um einen Soldaten zu töten. Daher wurde Chlor bald durch verletzungswirksamere Giftgase ersetzt, zum Beispiel Phosgen.
Neben durchaus häufigen Chlorgasunfällen in Schwimmbädern wird Chlor bis in die Gegenwart trotz seiner unbefriedigenden Verletzungswirksamkeit auch als chemischer Kampfstoff verwendet, vor allem weil es sich um eine weit verbreitete Industriechemikalie handelt, auf die im Prinzip jeder Bademeister Zugriff hat. Human Rights Watch sprach 2014 von „starken Hinweisen“, dass Regierungstruppen in Syrien Mitte Mai 2014 Chlorgas aus der Luft in „Fassbomben“ abgeworfen hätten.
Die UNO-Kommission zur Untersuchung von Menschenrechtsverletzungen in Syrien berichtete, die Regierung habe im Jahr 2017 bis im April bereits fünf Mal Giftgas eingesetzt. Auch im Januar 2018 gab es angeblich bereits wieder mindestens fünf Vorfälle mit Chlorgas.

## Vorkommen

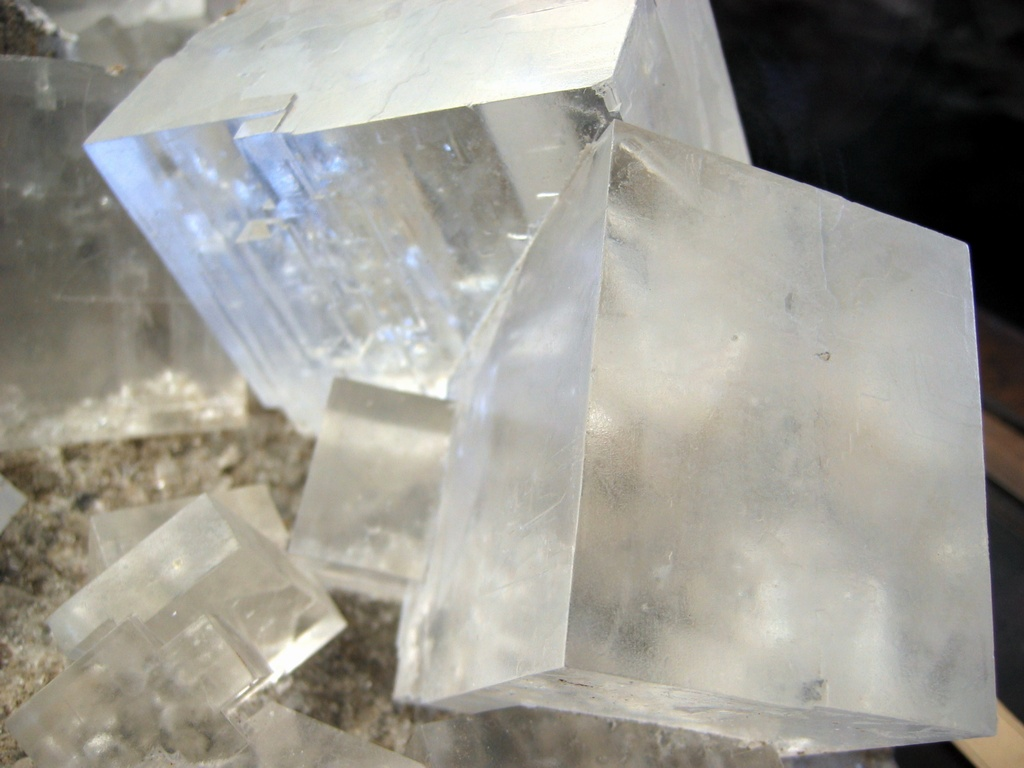
Halit

Chlor kommt auf der Erde auf Grund seiner hohen Reaktivität nur in extrem geringen Mengen elementar vor, z. B. in Vulkangasen oder in der Ozonschicht. Hier wird es aus Fluorchlorkohlenwasserstoffen abgespalten und trägt hauptsächlich zur Bildung des Ozonlochs bei. Sein Anion, das Chlorid, liegt insbesondere in salzartigen Verbindungen auf der Erde relativ häufig vor. In der kontinentalen Erdkruste ist es mit einem Gehalt von 145 ppm in der Häufigkeit hinter Elementen wie Zirconium, Kohlenstoff oder Schwefel an 19. Stelle.
Viele Chloride sind in Wasser gut löslich. Daher ist im Meerwasser der Ozeane eine hohe Konzentration an Chloridionen enthalten. Mit einem Gehalt von 19,4 g Cl−/l sind diese nach Sauerstoff und Wasserstoff in Wassermolekülen am häufigsten im Meerwasser (zum Vergleich: 1,4 mg F−, 68 mg Br−, 0,06 mg I−). Außerdem bildet Natriumchlorid mit 18,1 g Cl−/l die Hälfte aller darin gelösten Salze. Hohe Gehalte an Chlorid haben viele abflusslose Seen, wie beispielsweise das Tote Meer, da bei diesen das von den Flüssen zugeführte Wasser verdunstet und das mitgeführte Salz zurückbleibt.
Die wichtigsten chlorhaltigen Minerale sind Halit (Hauptbestandteil: Natriumchlorid), häufig als Steinsalz bezeichnet, Sylvin (Kaliumchlorid), Carnallit (KMgCl3·6 H2O), Bischofit (MgCl2·6 H2O) und Kainit (KMgCl(SO4)·3 H2O). Es gibt große Lagerstätten, die beim Austrocknen von Meeresteilen entstanden sind. Da die geringer löslichen Natriumsalze zuerst ausfallen und sich bei fortschreitender Austrocknung die Kaliumsalze darüber ablagern, sind die Lager oft geschichtet. Größere Vorkommen an Halit befinden sich in Deutschland beispielsweise in Bad Friedrichshall und Bad Reichenhall, ein Vorkommen in Österreich liegt bei Hallein. Eine Übersicht über Chlorminerale liefert die Kategorie:Chlormineral.
Es ist eine Vielzahl natürlicher chlororganischer Verbindungen bekannt, im Februar 2002 zählte man 2200. Der größte Teil wird von Meereslebewesen, wie Seetang, Schwämmen, Manteltieren oder Korallen synthetisiert. Auf dem Land lebende Tiere und Pflanzen bilden in deutlich geringerem Umfang chlororganische Verbindungen. Auch bei Vulkanausbrüchen und der Verbrennung von Biomasse entstehen chlororganische Verbindungen.
Chlorradikale entstehen durch Zersetzung organischer Chlorverbindungen in der Stratosphäre. Viele dieser chlororganischen Verbindungen, vor allem die Fluorchlorkohlenwasserstoffe (FCKW), sind nicht oder nur in geringem Umfang natürlichen Ursprungs, sondern wurden vom Menschen freigesetzt. Chlorradikale können den Ozonabbau katalysieren und sind für das sogenannte Ozonloch, das vor allem im Bereich der Pole auftritt, verantwortlich.

## Gewinnung und Darstellung
Chlor ist eine der wichtigsten Grundchemikalien und zählt mit einer Menge von 58,9 Millionen Tonnen im Jahr 2006 zu den meistproduzierten Chemikalien. Technisch wird Chlor fast ausschließlich durch verschiedene elektrochemische Verfahren hergestellt, in kleinerem Maßstab kann es auch auf chemischem Weg gewonnen werden. Als Nebenprodukt fällt es bei der elektrochemischen Produktion von Natrium und Magnesium aus den entsprechenden Chloriden an.
Ausgangsstoff für die Chloralkalielektrolyse ist eine wässrige Natriumchloridlösung. Aus dieser werden in verschiedenen Verfahren, die sich im Aufbau der Elektrolysezelle unterscheiden, Natronlauge und als Zwangsnebenprodukte Chlor sowie Wasserstoff erzeugt.
{\displaystyle \mathrm {2\,NaCl+2\,H_{2}O\rightarrow 2\,NaOH+Cl_{2}+H_{2}} }
Reaktionsgleichung für die Chloralkalielektrolyse
Wichtig bei allen Verfahren zur Chlorproduktion ist, dass die Anode, an der das Chlor entsteht, von der Kathode, an der Wasserstoff und Hydroxidionen gebildet werden, getrennt ist. Wären diese in einem Gefäß vereinigt, würde sich das explosive Chlor-Wasserstoff-Gemisch Chlorknallgas bilden, sowie eine Reaktion von Chlor mit den Hydroxidionen zu Hypochlorit stattfinden.
{\displaystyle \mathrm {Cl_{2}+2\ OH^{-}\longrightarrow OCl^{-}+Cl^{-}+H_{2}O} }
Das in der Vergangenheit am häufigsten verwendete Verfahren ist das Diaphragmaverfahren (2001: 49 % Marktanteil; 2019 in Europa: 11,6 % Marktanteil). Die Trennung der Elektrodenräume erfolgt dabei durch ein Diaphragma aus Asbest, durch das zwar Natriumionen, nicht jedoch Chlorid- und Hydroxidionen diffundieren können. Allerdings lässt sich mit diesem Verfahren nur eine niedrig konzentrierte und nicht reine Natronlauge sowie mit Sauerstoff verunreinigtes Chlor erzeugen. Auch ist die Verwendung des krebserregenden Asbestes problematisch. Deswegen wird es für neue Produktionsanlagen vom Membranverfahren abgelöst (2001: 28 % Marktanteil; 2019 in Europa: 83,3 % Marktanteil). Dieses ist wegen der Verwendung einer Kunststoffmembran aus Nafion anstatt des Asbest-Diaphragmas vom Gesundheitsschutz her günstiger und bietet einige technische Vorteile. So ist durch die Membran eine bessere Trennung von Anoden- und Kathodenraum gegeben und ermöglicht damit die Produktion einer reineren und höher konzentrierten Natronlauge. Allerdings ist das Chlor wie beim Diaphragma-Verfahren durch Sauerstoff verunreinigt, der in einer Nebenreaktion an der Anode entsteht. Nachteile des Verfahrens sind die hohen Kosten für die Membranen und die nötigen hohen Reinheiten für die Ausgangssubstanzen.
Ein nur noch in geringem Maß eingesetztes Verfahren ist das Amalgamverfahren (2001: 18 % Marktanteil; 2019 in Europa: 5,1 % Marktanteil). Bei diesem werden Anoden- und Kathodenraum vollkommen getrennt. Dazu wird eine Quecksilber-Kathode eingesetzt, die auf Grund der hohen Überspannung ermöglicht, dass anstatt Wasserstoff zunächst Natrium gebildet wird, das als Natriumamalgam vorliegt. Das Amalgam wird in einer zweiten Zelle an Graphitkontakten mit Wasser umgesetzt. Dabei bilden sich Quecksilber, Natronlauge und Wasserstoff. Diese räumliche Trennung ermöglicht sehr reine Produkte. Der größte Nachteil ist die Verwendung des stark toxischen und umweltgefährlichen Quecksilbers, durch das aufwändige und teure Schutzmaßnahmen nötig werden.
Es sind verschiedene Verfahren bekannt, mit denen durch chemische Oxidation aus Chlorwasserstoff Chlor hergestellt werden kann (Weldon-Verfahren und Deacon-Verfahren). Diese spielen für die Chlorproduktion nur eine geringe Rolle. Ein weiteres Beispiel ist das KEL-Chlor-Verfahren, bei dem der Chlorwasserstoff mit Schwefelsäure und Nitrosylschwefelsäure umgesetzt wird und das 1975 von DuPont entwickelt wurde. Der entscheidende Reaktionsschritt hierbei ist die Oxidation von Chlorwasserstoff mit Stickstoffdioxid, das in mehreren Teilreaktionen aus der Nitrosylschwefelsäure freigesetzt wird. Nach Erprobung in einer Versuchsanlage wurde das Verfahren jedoch wegen geringer Wirtschaftlichkeit und Materialproblemen wieder eingestellt. Weitere Prozesse beruhen auf Kupfer(II)-chlorid- oder Chrom(III)-oxid-Katalysatoren.
Im Labormaßstab kann elementares Chlor unter anderem durch Ansäuern von Chlorkalk dargestellt werden, beispielsweise mit Schwefelsäure.
{\displaystyle \mathrm {CaCl(OCl)+H_{2}SO_{4}\longrightarrow CaSO_{4}+H_{2}O+Cl_{2}} }

## Eigenschaften

### Physikalische Eigenschaften

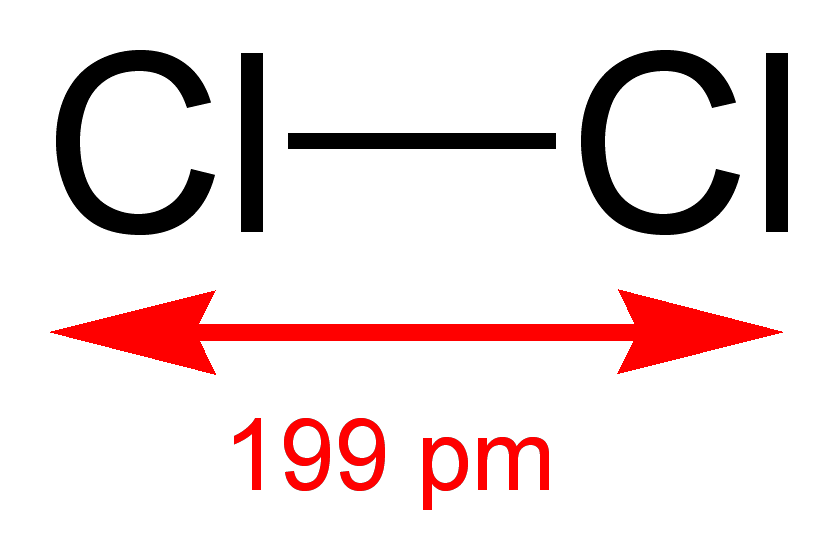
Chlormolekül

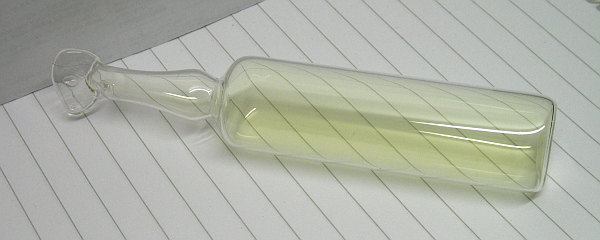
Ampulle mit Chlorgas; Druck etwa 600–800 hPa

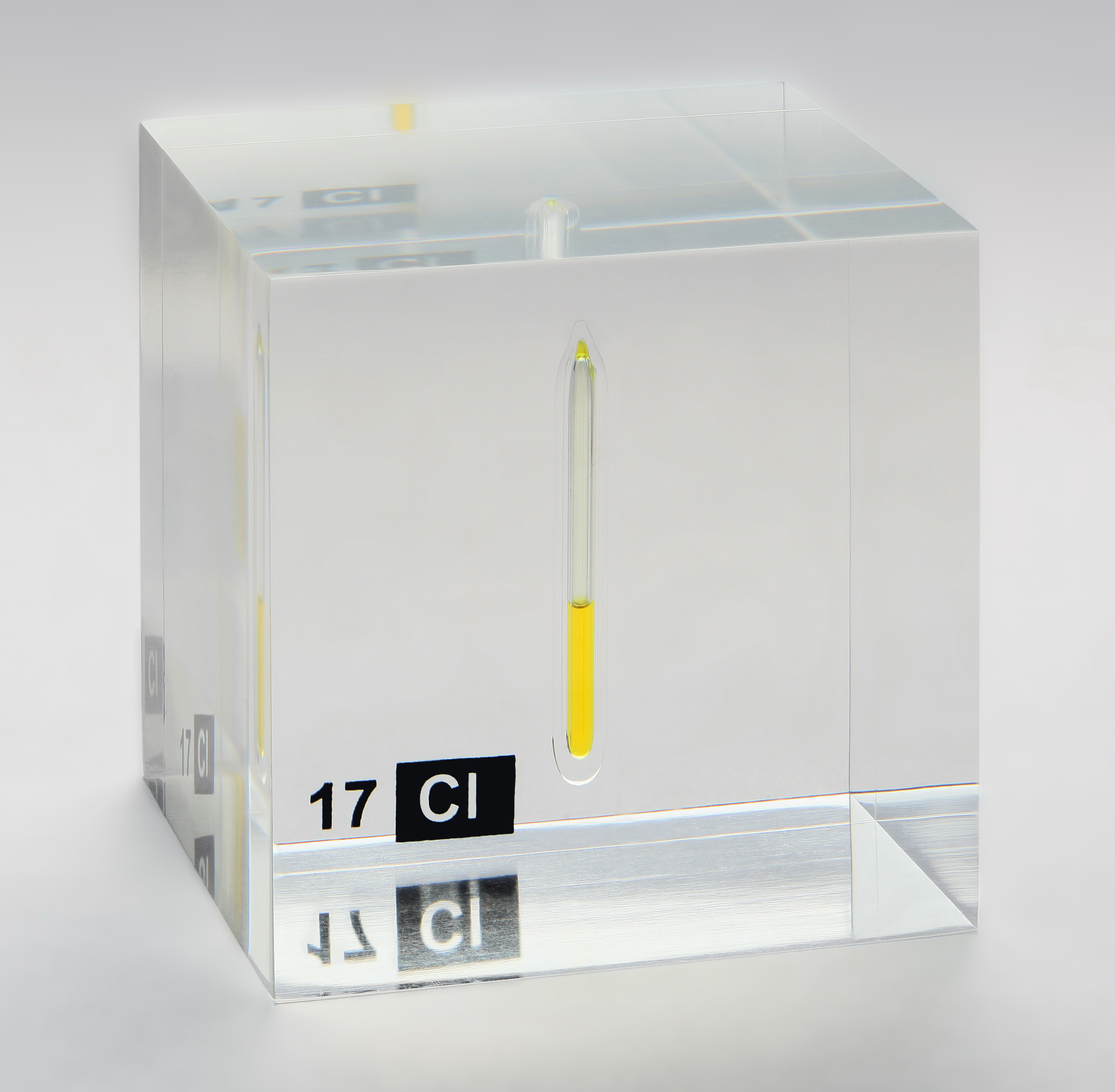
Flüssiges Chlor in Quarzampulle, zur Sicherheit eingegossen in Acrylglas; Druck etwa 6700 hPa

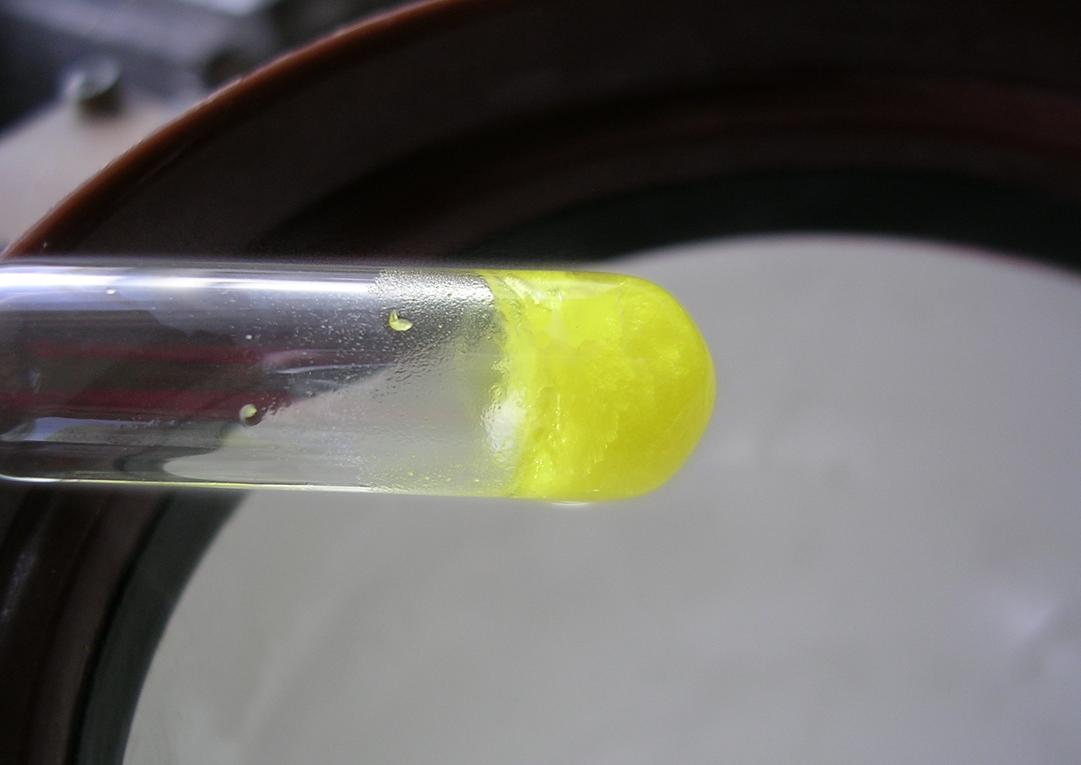
Festes Chlor bei −150 °C

Chlor ist bei Raumtemperatur ein gelbgrünes Gas, das mit einer Dichte von 3,214 g/l bei 0 °C etwa 2,5 mal so schwer wie Luft ist. Es kondensiert bei −34,6 °C zu einer gelben Flüssigkeit und erstarrt bei −101 °C. Da der kritische Punkt mit 143,9 °C, 77,1 bar und 0,67 g/cm³ relativ hoch ist, lässt sich Chlor leicht unter Druck verflüssigen. So ist es bei einem Druck von 6,7 bar bei 20 °C flüssig und lässt sich in Stahlflaschen oder Kesselwagen transportieren. Die Intensität der Farbe nimmt bei geringerer Temperatur ab, bei −195 °C ist Chlor fast farblos.
Wie die anderen Halogene liegt auch Chlor als zweiatomiges Molekül vor. Der Abstand zwischen den Chloratomen beträgt 199 pm. Chlor hat mit 242 kJ/mol die höchste Dissoziationsenthalpie aller Halogene. Ein weiterer Hinweis darauf ist die Temperatur, bei der 1 % aller Halogenmoleküle dissoziiert sind und die bei Chlor 975 °C, bei Brom 775 °C und Iod 575 °C beträgt. Auch Fluor hat mit 765 °C eine niedrigere Temperatur. Dass Chlor und nicht wie zu erwarten Fluor das Halogen mit der höchsten Dissoziationsenthalpie ist, liegt an der besonders kurzen Bindung des Fluors, bei der es zu Abstoßungen zwischen den freien Elektronenpaaren und damit zur Schwächung der Bindung kommt. Zwischen den weiter entfernten Chloratomen kommt es dagegen nicht zu einem solchen Effekt und daher trotz größerer Entfernung der Atome zu einer stärkeren Bindung.
Chlor kristallisiert im orthorhombischen Kristallsystem mit den Gitterkonstanten a = 624 pm, b = 448 pm und c = 826 pm. Dabei sind die Chlor-Moleküle ebenso wie diejenigen von Iod und Brom in Schichten angeordnet. Jedes Atom eines Cl2-Moleküls ist dabei in einem Abstand von 334 pm schwach mit jeweils zwei weiteren Atomen anderer Moleküle assoziiert. Zwischen den Schichten sind die Abstände dagegen größer mit einem minimalen Abstand von 369 pm. Dieser Schichtaufbau bedingt die plättchenförmige Gestalt und die leichte Spaltbarkeit von Chlorkristallen.
Die Löslichkeit ist in verschiedenen Lösungsmitteln unterschiedlich ausgeprägt. In Wasser ist es unter teilweiser Dissoziation mäßig löslich. In einem Liter Wasser lassen sich etwa 0,0921 mol, 6,3 g bzw. 2,3 Liter Chlorgas lösen. Die entstandene Lösung wird als Chlorwasser bezeichnet. Dagegen löst es sich gut in flüssigen chlorhaltigen Verbindungen, etwa Dischwefeldichlorid, Siliciumtetrachlorid und organischen Chlorverbindungen wie Chloroform. Auch in einigen organischen Lösungsmitteln wie Benzol, Essigsäure und Dimethylformamid lösen sich größere Mengen Chlor.

### Chemische Eigenschaften
Chlor zählt neben Fluor zu den reaktivsten Elementen und reagiert mit fast allen Elementen. Keine direkte Reaktion findet lediglich mit Sauerstoff, Stickstoff und den Edelgasen statt. Viele Metalle, wie Mangan, Zink oder die Edelmetalle Gold, Silber und Platin reagieren allerdings erst bei erhöhten Temperaturen mit Chlor. Eine wichtige Rolle spielt mitunter die Anwesenheit von Wasser, so reagieren Kupfer und Eisen mit vollkommen trockenem Chlor erst bei Temperaturen oberhalb 200 °C, mit feuchtem Chlor dagegen schon bei deutlich niedrigeren Temperaturen.
Besonders stark ist die Neigung von Chlor zur Reaktion mit Wasserstoff. Nach einer nötigen Initiierung durch Spaltung eines ersten Chlormoleküls, die beispielsweise durch kurzwelliges blaues Licht ausgelöst werden kann, reagieren die Elemente in einer explosionsartig verlaufenden Kettenreaktion, der sogenannten Chlorknallgasreaktion. Durch die starke Neigung, Chlorwasserstoff zu bilden, reagiert Chlor auch mit anderen Wasserstoff enthaltenden Verbindungen wie Ammoniak, Ethin, Schwefelwasserstoff oder Wasser.
Chlor reagiert mit Alkanen über den Reaktionsmechanismus der radikalischen Substitution. Dabei bilden sich zunächst durch Hitze oder Bestrahlung einzelne Chlorradikale, die unter Bildung von Chlorwasserstoff die C-H-Bindung eines Alkans brechen können. Anschließend erfolgt eine Reaktion des entstandenen Radikals mit weiterem Chlor und eine weitere Kettenreaktion. Auf Grund der hohen Reaktivität ist Chlor bei der Reaktion mit Alkanen nur schwach regioselektiv, es kommt auch zu Mehrfachchlorierungen. Bei aromatischen Kohlenwasserstoffen ist ein radikalischer Reaktionsweg nicht möglich, eine Chlorierung erfolgt hier über die elektrophile aromatische Substitution unter Katalyse einer Lewis-Säure wie etwa Aluminiumchlorid.

## Isotope

Charakteristisches ^{35}Cl/^{37}Cl-Isotopenmuster

Insgesamt sind 23 Isotope und zwei weitere Kernisomere zwischen 28Cl und 51Cl bekannt. Von diesen sind zwei, die Isotope 35Cl und 37Cl stabil. Natürliches Chlor besteht zu 75,77 % aus 35Cl und zu 24,23 % aus 37Cl. Dieses typische Verhältnis ist stets in Massenspektren organischer und anorganischer Substanzen zu beobachten.

### 36Cl
Mit einer Halbwertszeit von 301.300 Jahren ist 36Cl das langlebigste der sonst innerhalb von Minuten oder noch kürzeren Zeiten zerfallenden instabilen Isotope, weshalb es zum Markieren verwendet wird.
36Cl entsteht in geringen Mengen durch Spallationsreaktionen von 40Ar und 36Ar mit kosmischer Strahlung in der Atmosphäre. Auch auf der Erdoberfläche kann 36Cl durch Neutronenadsorption, Reaktionen mit Myonen oder Spallation entstehen. Das Verhältnis von 36Cl zu 37Cl beträgt etwa 700 · 10−15:1. Durch die lange Halbwertszeit und konstante Atmosphärenkonzentration lässt sich die Konzentration an 36Cl zur Altersbestimmung für Grundwasser von bis zu einer Million Jahre nutzen.
Die Konzentration an 36Cl war zwischen 1954 und 1963 durch im Meer stattfindende Kernwaffentests, bei denen im Meerwasser enthaltenes 35Cl Neutronenstrahlung absorbiert und zu 36Cl reagiert, erhöht. Seit einem Vertrag zum Verbot dieser Art Tests nahm die Konzentration in der Atmosphäre zwar stetig ab und erreichte ab etwa 1980 das natürliche Verhältnis, jedoch können im Meerwasser nach wie vor erhöhte Konzentrationen des Isotops gefunden werden. Die 36Cl-Methode wird auch zu paläontologischen und vorgeschichtlichen Datierungen herangezogen.

### 38Cl und37Cl
38Cl ist ein kurzlebiges Isotop mit einer Halbwertszeit von 37 Minuten und kann zum Beispiel durch Neutronenadsorption aus in Meerwasser enthaltenem 37Cl entstehen. In Flüssigsalzreaktoren, welche mit Chloriden operieren (üblich sind allerdings Fluoride), kann die Reaktion von 37Cl zum radioaktiven 38Cl problematisch sein, sodass für eine entsprechende Verwendung oft Isotopentrennung vorgeschlagen wird, um 35Cl anzureichern.

## Verwendung

Vinylchlorid

Chlor wird vor allem zur Herstellung anderer Chemikalien verwendet. Mit 33 % im Jahr 1997 ist dabei Vinylchlorid (Chlorethen), die Ausgangssubstanz für die Herstellung des Kunststoffs Polyvinylchlorid, das wichtigste Produkt. Auch andere einfache chlororganische Verbindungen werden durch Reaktion von Chlor und entsprechenden Kohlenwasserstoffen, zum Beispiel mittels Photochlorierung, hergestellt. Diese dienen vor allem als Zwischenprodukt, etwa für die Herstellung von Kunststoffen, Arzneistoffen oder Pestiziden. So wurden 1995 85 % aller Arzneistoffe unter Verwendung von Chlor hergestellt. Häufig wird das Chlor im Verlauf eines Herstellungsprozesses wieder abgespalten, um chlorfreie Endprodukte zu erhalten. Beispiele dafür sind die Herstellung von Glycerin über Allylchlorid und Epichlorhydrin oder das Chlorhydrinverfahren zur Herstellung von Propylenoxid.
Anorganische Chlorverbindungen werden häufig über die Reaktion mit Chlor hergestellt. Technisch wichtig sind dabei beispielsweise die Synthese von Chlorwasserstoff in hoher Reinheit durch Reaktion von Chlor und Wasserstoff oder die Synthese von Titantetrachlorid. Dieses wird entweder über den Kroll-Prozess zu elementarem Titan weiterverarbeitet oder dient als Zwischenprodukt bei der Reinigung des Weißpigmentes Titan(IV)-oxid. Weitere wichtige Chloride, die durch Reaktion des Elements mit Chlor dargestellt werden, sind Aluminiumtrichlorid und Siliciumtetrachlorid.
Wird Chlor in Wasser geleitet, disproportioniert es langsam unter Bildung von Hypochloriger Säure und Salzsäure. Erstere wirkt stark oxidierend und wirkt so bleichend und desinfizierend. Die bleichende Wirkung des Chlors wurde vor allem für die Produktion von weißem Papier ausgenutzt. Das Chlor ist in der Lage, die aromatischen Ringe des Lignins zu ersetzen oder zu oxidieren. Dadurch sind mögliche Chromophore zerstört und das Papier erscheint heller. Da jedoch bei der Chlorbleiche teilweise krebserzeugende chlororganische Verbindungen wie Polychlorierte Dibenzodioxine und Dibenzofurane oder Chlorphenole entstehen, wurde die Chlorbleiche häufig durch ungefährlichere Methoden wie die Bleiche mit Natriumdithionit ersetzt.
Die desinfizierende Wirkung des bei der Reaktion von Chlor und Wasser entstandenem Hypochlorits wird bei der Wasseraufbereitung in der sogenannten Chlorung ausgenutzt. Neben Trinkwasser wird vor allem Schwimmbadwasser auf diese Weise von Bakterien befreit. Da bei der Reaktion mit anderen Bestandteilen des Wassers auch unerwünschte und teilweise giftige oder krebserregende Stoffe, etwa Trihalogenmethane, entstehen können, wird Chlor für die Desinfektion von Trinkwasser zunehmend durch Chlordioxid oder Ozon ersetzt.
Auf Grund der Umweltschädlichkeit und Giftigkeit von Chlor und vielen chlorhaltigen Verbindungen wird gefordert und teilweise versucht, diese zu vermeiden und durch chlorfreie Verbindungen und Prozesse zu ersetzen. Auch das Recycling von chlorhaltigen Abfallstoffen ist eine Alternative, da so keine neuen derartigen Produkte hergestellt werden müssen. Das Verbrennen von chlororganischen Verbindungen, bei dem leicht giftige Verbrennungsprodukte entstehen können, kann so vermieden werden. Allerdings sprechen häufig höhere Preise und schlechtere Eigenschaften von Ersatzstoffen gegen den Einsatz von chlorfreien Produkten und Prozessen, und es wird weiterhin Chlor in großen Mengen in der Industrie eingesetzt.

## Biologische Bedeutung
Elementares Chlor wirkt oxidierend und kann mit pflanzlichem und tierischem Gewebe reagieren. Es ist dementsprechend toxisch und hat keine biologische Bedeutung. Ebenfalls stark oxidierend wirkend und damit ohne biologische Funktionen sind Chlorverbindungen in hohen Oxidationsstufen wie etwa Chloroxide und Chlorsauerstoffsäuren.
Von biologischer Bedeutung ist das Element in Form des Chlorid-Anions. Chlorid ist essentiell und eines der häufigeren Bestandteile des Körpers. So enthält ein durchschnittlicher menschlicher Körper von etwa 70 kg 95 g Chlorid. Der größte Teil des Chlorids befindet sich als Gegenion zu Natrium gelöst im Extrazellularraum, so besitzt Blutplasma eine Chloridkonzentration von 100–107 mmol/l. Chlorid beeinflusst maßgeblich den osmotischen Druck und damit den Wasserhaushalt des Körpers. Weiterhin dient Chlorid zum Ladungsausgleich bei Austausch von Ionen in Zellen hinein und aus diesen heraus. Dies spielt beispielsweise beim Transport von Kohlenstoffdioxid als Hydrogencarbonat eine Rolle. Für diesen Ausgleich und die Wiederherstellung des Ruhemembranpotentials dienen Chloridkanäle, durch die Chlorid-Ionen die Zellmembranen passieren können.
Eine besonders hohe Chloridkonzentration enthält der Magensaft; da dort neben den Chloridionen überwiegend Oxonium-Ionen vorliegen, ist die Magensäure eine Salzsäure mit einer Konzentration von etwa 0,1 mol/l.
Aufgenommen wird das Chlorid überwiegend als Natriumchlorid im Speisesalz. Die empfohlene tägliche Menge für die Aufnahme von Chlorid liegt bei 3,2 g für Erwachsene und 0,5 g für Säuglinge.

## Nachweis

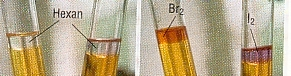
Nachweisreaktion für Chlor durch Einleiten in NaI-Lösung sowie NaBr-Lösung jeweils mit Hexan

Chlor besitzt eine typische grün-gelbe Farbe und ebenso einen charakteristischen Geruch, diese lassen jedoch keine genauere Bestimmung zu. Für den Nachweis von Chlor wird meist die oxidierende Wirkung ausgenutzt. So kann Chlor Iodide und Bromide zu den Elementen oxidieren, wodurch sich eine bromidhaltige Lösung braun beziehungsweise eine iodidhaltige Lösung violett färbt. Damit diese Farbe besser zu sehen ist, wird das Brom oder Iod mit Hexan extrahiert. Auch Reaktionen mit anderen Stoffen, etwa die Entfärbung von Methylorange kann als Nachweis für Chlor genutzt werden. Diese sind jedoch nicht spezifisch, da auch andere Oxidationsmittel in der Lage sind, in gleicher Weise zu reagieren.
Einen für Chlor spezifischen Nachweis, der etwa in Prüfröhrchen für Gase angewendet wird, liefert die Reaktion mit Tolidin. Dabei bildet sich ein gelber Farbstoff, der durch kolorimetrische Verfahren nachweisbar ist.
Chloride können in wässrigen Lösungen über die Reaktion mit Silberionen und die Bildung des schwerlöslichen Silberchlorids nachgewiesen werden. Dieses liegt als weißer Niederschlag vor und unterscheidet sich damit von den ebenfalls schwerlöslichen Silberbromid und Silberiodid, die eine gelbe Farbe besitzen. Über die Argentometrie lassen sich dadurch auch quantitative Messungen von Chloridgehalten durchführen.

## Sicherheitshinweise
Chlor wirkt als Gas vorwiegend auf die Atemwege. Bei der Inhalation reagiert es mit der Feuchtigkeit der Schleimhäute unter Bildung von hypochloriger Säure und Chlorwasserstoffsäure. Dadurch kommt es zu einer starken Reizung der Schleimhäute, bei längerer Einwirkung auch zu Bluthusten und Atemnot, sowie Erstickungserscheinungen. Bei höheren Konzentrationen kommt es zur Bildung von Lungenödemen und starken Lungenschäden. Ein Gehalt von 0,5–1 % Chlor in der Atemluft wirkt tödlich durch Atemstillstand. Die letalen Dosen über eine Stunde (LC50) liegen bei 293 ppm für Ratten und 137 ppm für Mäuse. Flüssiges Chlor wirkt stark ätzend auf die Haut. Bei chronischer Einwirkung von Chlor kann es zu chronischer Bronchitis, bei höheren Konzentrationen auch zu Herz- und Kreislaufschäden, sowie Magenbeschwerden kommen.
Chlor ist nicht brennbar (Chlordioxid entsteht auf anderem Weg), kann jedoch mit vielen Stoffen stark reagieren. So besteht beim Kontakt von Chlor mit Wasserstoff, Kohlenwasserstoffen, Ammoniak, Aminen, Diethylether und einigen anderen Stoffen Explosionsgefahr.
Eine spanische Studie kam zu dem Ergebnis, dass die durch die Chlorung des Wassers und die Reaktion mit organischen Verunreinigungen (Urin, Schweiß, Hautschuppen) entstehenden Desinfektionsnebenprodukte das Risiko für Blasenkrebs erhöhen. Dieses Risiko lässt sich durch angemessene hygienische Verhaltensweisen der Badegäste (vor dem Betreten des Beckens duschen, nicht ins Becken urinieren) deutlich verringern.

## Verbindungen
Chlor bildet Verbindungen in verschiedenen Oxidationsstufen von −1 bis +7. Die stabilste und häufigste Oxidationsstufe ist dabei −1, die höheren werden nur in Verbindungen mit den elektronegativeren Elementen Sauerstoff und Fluor gebildet. Dabei sind die ungeraden Oxidationsstufen +1, +3, +5 und +7 stabiler als die geraden. Einen Überblick über die Chlorverbindungen bietet die Kategorie:Chlorverbindung

### Chlorwasserstoff und Chloride

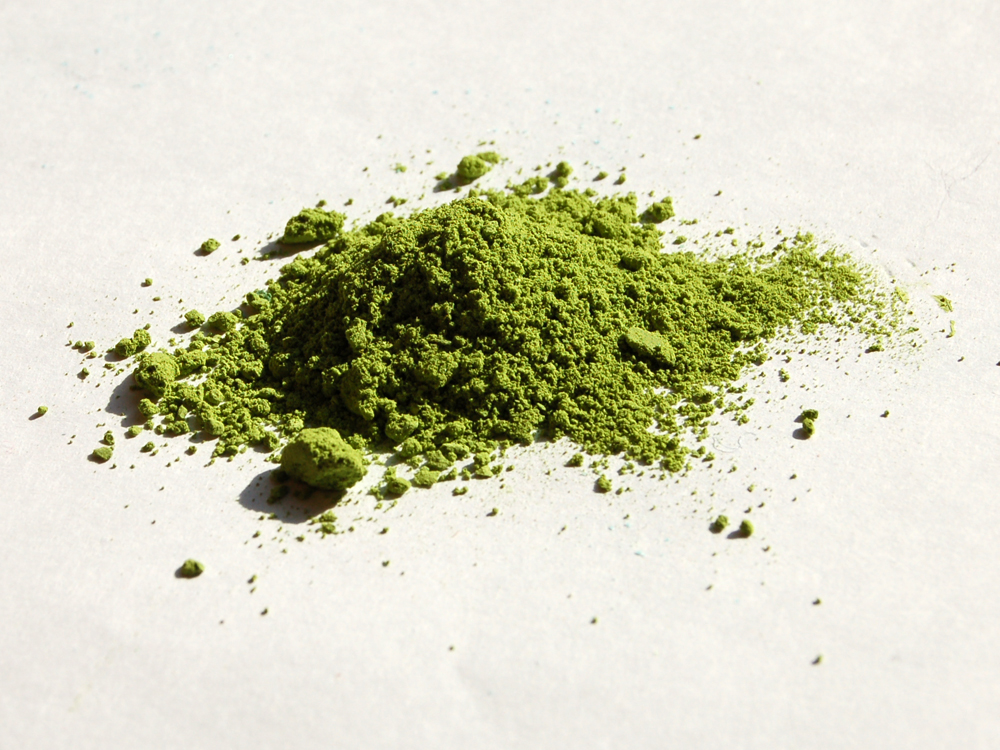
Kupfer(I)-chlorid

Anorganische Verbindungen, in denen das Chlor in der Oxidationsstufe −1 und damit als Anion vorliegt, werden Chloride genannt. Diese leiten sich von der gasförmigen Wasserstoffverbindung Chlorwasserstoff (HCl) ab. Diese ist eine starke Säure und gibt in wässrigen Lösungen leicht das Proton ab. Diese wässrige Lösung wird als Salzsäure bezeichnet. Salzsäure ist eine der technisch wichtigsten Säuren und wird in großen Mengen verwendet. Chloride sind in der Regel gut wasserlöslich, Ausnahmen sind Silberchlorid, Quecksilber(I)-chlorid und Blei(II)-chlorid.
Besonders bekannt sind die Chloride der Alkalimetalle, vor allem das Natriumchlorid. Dieses ist der Hauptbestandteil des Speisesalzes und damit wichtiger Bestandteil der Ernährung. Gleichzeitig ist das in großen Mengen als Halit vorkommende Natriumchlorid Ausgangsverbindung für die Gewinnung der meisten anderen Chlorverbindungen. Auch Kaliumchlorid wird in großen Mengen, vor allem als Dünger und zur Gewinnung anderer Kaliumverbindungen, verwendet.

### Chloroxide
Es ist eine größere Anzahl Verbindungen von Chlor und Sauerstoff bekannt. Diese sind nach den allgemeinen Formeln ClOx (x = 1–4) und Cl2Ox (x = 1–7) aufgebaut. Chloroxide sind sehr reaktiv und zerfallen explosionsartig in die Elemente. Von technischer Bedeutung sind nur zwei der Chloroxide, Dichloroxid (Cl2O) und Chlordioxid (ClO2). Letztes ist unter Normalbedingungen gasförmig und eine der wenigen radikalisch aufgebauten Verbindungen. Beim Verfestigen dimerisiert es und ändert dabei die Magnetisierung von Para- zu Diamagnetismus.

### Chlorsauerstoffsäuren
Neben den Chloroxiden bilden Chlor und Sauerstoff – analog zu den Halogenen Brom und Iod – auch mehrere Säuren, bei denen ein Chloratom von einem bis vier Sauerstoffatomen umgeben sind. Diese zu den Halogensauerstoffsäuren zählenden Verbindungen sind die Hypochlorige Säure, die Chlorige Säure, die Chlorsäure und die Perchlorsäure. Die einzige dieser Säuren, die als Reinstoff stabil ist, ist die Perchlorsäure, die anderen sind nur in wässriger Lösung oder in Form ihrer Salze bekannt. Der pKs-Wert dieser Säuren sinkt mit der zunehmenden Anzahl an Sauerstoffatomen im Molekül. Während die Hypochlorige Säure eine nur schwache Säure ist, zählt Perchlorsäure zu den Supersäuren, den stärksten bekannten Säuren.

### Interhalogenverbindungen
Chlor bildet vorwiegend mit Fluor, zum Teil auch mit den anderen Halogenen eine Reihe von Interhalogenverbindungen. Chlorfluoride wie Chlorfluorid und Chlortrifluorid wirken stark oxidierend und fluorierend. Während Chlor in den Fluor-Chlor-Verbindungen als elektropositiveres Element in Oxidationsstufen bis +5 im Chlorpentafluorid vorliegt, ist es in Verbindungen mit Brom und Iod der elektronegativere Bestandteil. Mit diesen Elementen sind nur drei Verbindungen, Bromchlorid, Iodchlorid und Iodtrichlorid bekannt.

### Organische Chlorverbindungen

2,3,7,8-Tetrachlordibenzodioxin

Eine Vielzahl von organischen Chlorverbindungen (auch Organochlorverbindungen) wird synthetisch hergestellt. Wichtig sind in der Gruppe der Halogenkohlenwasserstoffe die Chloralkane, die Chloralkene sowie die Chloraromaten. Eingesetzt werden sie unter anderem als Lösungsmittel, Kältemittel, Hydrauliköle, Pflanzenschutzmittel oder Arzneistoffe.
Zu den Organochlorverbindungen gehören auch einige stark giftige, persistente und bioakkumulative Substanzen, wie etwa die polychlorierten Dibenzodioxine und Dibenzofurane. Die ersten zwölf in das der Schadstoffkontrolle dienenden Stockholmer Übereinkommen aufgenommenen Verbindungen beziehungsweise Stoffgruppen, das sogenannte Dreckige Dutzend, sind ausnahmslos organische Chlorverbindungen.
Außerdem gibt es in der Biosphäre eine Vielzahl von natürlichen organischen Chlorverbindungen, die von Organismen, wie z. B. Bodenbakterien, Schimmelpilze, Seetang und Flechten, synthetisiert werden können. Zu den Verbindungen gehören biogene Halogenkohlenwasserstoffe, wie Methylchlorid, das zu 70 % aus marinen Organismen stammt, und chlorierte Aromate, aber auch chlorhaltige Aminosäuren, wie L-2-Amino-4-chlor-4-pentensäure, die in bestimmten Blätterpilzen vorkommt. Auffällig hoch ist auch der Anteil von chlorierten Huminstoffen in bestimmten Mooren.
Die Synthese dieser Verbindungen erfolgt über Haloperoxidasen in Gegenwart von Wasserstoffperoxid, über Direktchlorierung mit enzymatisch freigesetztem Chlor oder Hypochlorit, über Chlorradikale oder durch nucleophile Ringöffnung von Epoxiden mit Chloridionen. Da Chloridionen in der Natur häufig vorkommen, sind diese ausschließlich der Chlorlieferant für die biogenen organischen Chlorverbindungen. Der Anteil dieser Verbindungen in der Umwelt im Vergleich zu dem industriell verursachten Anteil von organischen Chlorverbindungen ist nicht unerheblich.

### Chlorhydrate
Wie von Faraday 1811 erstmals näher untersucht, bildet Chlorgas bei Abkühlung in Gegenwart von Wasser auskristallisierende „Chlorhydrate“, über deren Aufbau und Zusammensetzung lange Zeit Unklarheit herrschte. Nach einstweilen letztem Stand der Untersuchungen handelt es sich dabei um ein Gashydrat der Summenformel Cl2·7H2O.